# Erich Hayek
Erich Hayek, vor 1919 Erich von Hayek (* 9. Juli 1904 in Wien; † 12. Dezember 1986 in Innsbruck) war ein österreichischer Chemiker.

## Leben
Erich Hayek wurde in Wien als Sohn des Mediziners und Botanikers August Edler von Hayek und Felicitas Hayek (geborene von Juraschek) mit dem Namen Erich Gustav Edler von Hayek geboren. Er war der jüngste von drei Brüdern, mit dem Ökonomen Friedrich August von Hayek (1899–1992) und dem Anatomen Heinrich Hayek (1900–1969). Erich Hayek war verheiratet mit Edith Gertrud Hayek (* 28. Mai 1905 in Innsbruck), mit der er zwei Kinder hatte: Konrad Hayek (* 30. Dezember 1937 in Merseburg an der Saale, † 8. Jänner 2007 in Innsbruck) und Waltraud Androschin (* 23. November 1940 in Mutters bei Innsbruck, † 11. November 2002 in Guatemala). Die Brüder Hayek waren Großcousins des Philosophen Ludwig Wittgenstein.
Erich Hayek maturierte 1923, studierte an der Universität Wien Chemie und promovierte am 8. Februar 1928 mit der Arbeit „Zur Kenntnis des Gleichgewichtes 3 HNO2 ⇌ H+NO3+NO+H2O in den Lösungen bis etwa 1 Normal“. Von 1929 bis 1935 war er Assistent am 1. Chemischen Laboratorium der Universität Wien bei Rudolf Wegscheider und Hermann F. Mark. Ende 1935 wechselte Hayek als Industriechemiker zu I.G. Farben, wo er zunächst für die Untersuchung mineralischer Rohstoffe in Österreich und Südosteuropa zuständig war. 1937 ging er zu den Leunawerken nach Merseburg an der Saale, einem Tochterunternehmen der I.G. Farben. 1940 wechselte Hayek in die Zentrale der I.G. Farben in Berlin, wo er für Industrieplanung zuständig war. Ab Oktober 1944 war er stellvertretender Leiter des Forschungslabor der Donau Chemie in Wien, mit dem er im März 1945 nach Landeck übersiedelte.
Nach Kriegsende ging Hayek als wissenschaftlicher Assistent an die Universität Innsbruck und lehrte ab dem Wintersemester 1945/46 Chemie. Hier habilitierte er sich 1946 und wurde 1949 zum außerordentlichen Professor für anorganische und analytische Chemie ernannt. 1953 wurde er schließlich zum ordentlichen Professor ernannt. 1965 wurde er Dekan der Philosophischen Fakultät und im Jahr darauf wurde er Rektor der Universität Innsbruck. 1974 emeritierte Erich Hayek und verstarb 1986 in Innsbruck.

## Schriften
- Erich Hayek: Vom Geist der Chemie. [Antrittsrede von Dr. phil. Erich Hayek ... gehalten anlässlich der Inauguration zum Rektor magnificus des Studienjahres 1966/67 im Kaiser-Leopold-Saal der alten Universität zu Innsbruck am 19. November 1966], Tyrolia, Innsbruck 1966

## Auszeichnungen
- 1976 Ehrensenator der Universität Innsbruck[3]